# Mahnmal für die Sinti im Altwarmbüchener Moor

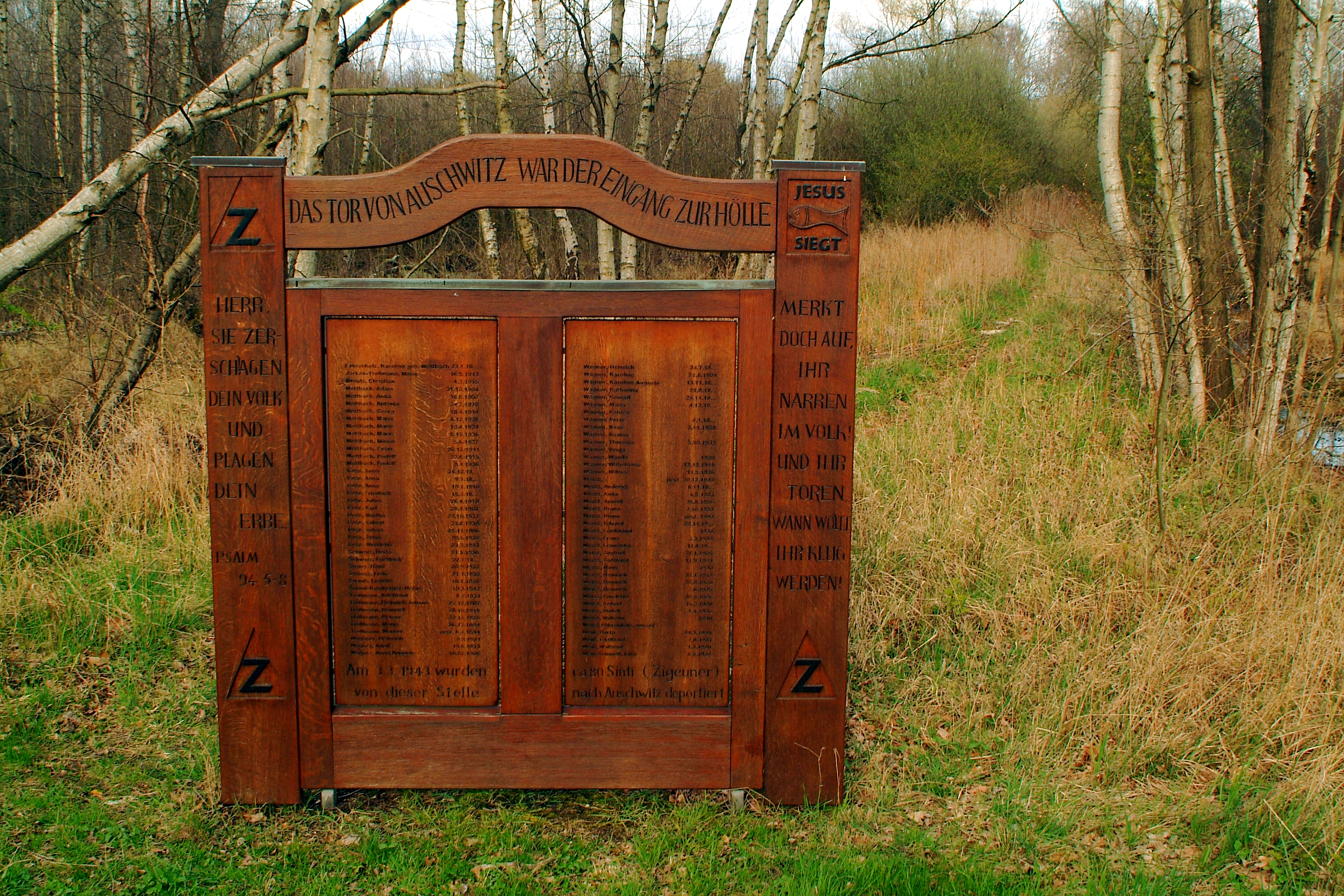
Das Mahnmal am Ort des Sammellagers im Moorwaldweg im Stadtteil Lahe und Blick ins Altwarmbüchener Moor

Das Mahnmal für die Sinti im Altwarmbüchener Moor in Hannover erinnert an die Sinti, die in der Zeit des Nationalsozialismus in einem Sammellager im Altwarmbüchener Moor interniert wurden und dann in Vernichtungslager wie Auschwitz-Birkenau deportiert wurden. Standort des Mahnmals ist der Moorwaldweg im Stadtteil Lahe circa 250 Meter nach dem Abzweig von der Kirchhorster Straße.

## Geschichte

### Mittelalter bis 1918
Der älteste bekannte Beleg für das Auftreten von Sinti in Deutschland ist ein Eintrag im Mittelalter zum Jahr 1407 in einem Hildesheimer Ratsweinherren-Register. Im 15. Jahrhundert setzte die Diskriminierung der Roma ein. Sie wurden als Fremde betrachtet und oft mit Abneigung und Hass bedacht, vor allem wegen ihrer ungebundenen, nicht sesshaften Lebensweise.
In Hannover wurden 1770 fünf Mitglieder einer „Zigeuner- und Räuberbande“ aufgrund einiger Diebstahlsdelikte zum Tode verurteilt.
In der Neuzeit brachten es einige Sinti zu einem bescheidenen Wohlstand, etwa als Pferdehändler, Schausteller, Musiker oder Antiquitätenhändler.
Im 19. Jahrhundert waren die Behörden bestrebt, Roma durch den Entzug von Wandergewerbescheinen sesshaft zu machen.
Am 19. Oktober 1900 wurden in Hannover bei einer reichsweit durchgeführten Zählung sechs sesshafte Familien mit insgesamt 29 Personen festgestellt. Im selben Jahr wurde durch die Stadt erstmals ein Sammelplatz eingerichtet in der Schulenburger Landstraße vor Hainholz. Das deutsche Kaiserreich betrieb eine sogenannte „Landfahrerpolitik“, die die als Zigeuner bezeichneten Menschen diskriminierte.

### Weimarer Republik
In der Zeit der Weimarer Republik gab es in Hannover mehrere Stellplätze für die Wagen von Sinti und Roma, zum Beispiel den in der Schulenburger Landstraße, der aufgrund seiner Größe umgangssprachlich seinerzeit auch „Zigeunerdorf“ genannt wurde. Manche Sinti wohnten in der Stadtmitte, etwa in der Altstadt oder der Calenberger Neustadt, zum Beispiel in den (durch die Luftangriffe auf Hannover im Zweiten Weltkrieg teilweise zerstörten) Straßen Bockstraße, Bergstraße oder Bäckerstraße.
Großes öffentliches Ansehen erwarb sich der hier lebende Boxer Johann „Rukeli“ Trollmann.

### Zeit des Nationalsozialismus
Die Verfolgung der Sinti und Roma war im Dritten Reich durch die Nationalsozialisten zunächst eine verschärfte Form der schon im Kaiserreich und in der Weimarer Republik betriebenen „Landfahrerpolitik“. Später wurden auf der Grundlage des „Gesetzes zur Verhütung erbkranken Nachwuchses“ vom 14. Juli 1933 zwangsweise zahlreiche Sterilisierungsmaßnahmen an Sinti und Roma durchgeführt.
1938 kam es im gesamten Reich zu einer größeren Verhaftungswelle, durch die die „Landfahrer“ in verschiedene Konzentrationslager eingeliefert wurden. Gleichzeitig wurde mit Hilfe der 1936 eingerichteten Rassenhygienischen Forschungsstelle (RHF) die vollständige Erfassung der Sinti und Roma vorgenommen, nachdem Heinrich Himmler seinen Erlass zur „Bekämpfung der Zigeunerplage“ am 8. Dezember 1938 herausgab. Koordiniert wurden die Maßnahmen durch die jeweils zuständigen Leitstellen der Kriminalpolizei; in Hannover waren zudem beteiligt die Gestapo, die Schutzpolizei und Dienststellen der staatlichen Verwaltung.
1938 wurde im Altwarmbüchener Moor ein Sammellager durch die Stadt eingerichtet, in das anfangs nur die Sinti eingewiesen wurden, die zuvor auf Stellplätzen gelebt hatten. Insgesamt wurden in Hannover Ende Oktober/Anfang November 1938 55 Sinti eingewiesen. Neben dem kommunalen Sammellager im Altwarmbüchener Moor wurden in Norddeutschland auch von anderen Städten solche Lager organisiert, etwa von Braunschweig, Oldenburg oder Osnabrück.

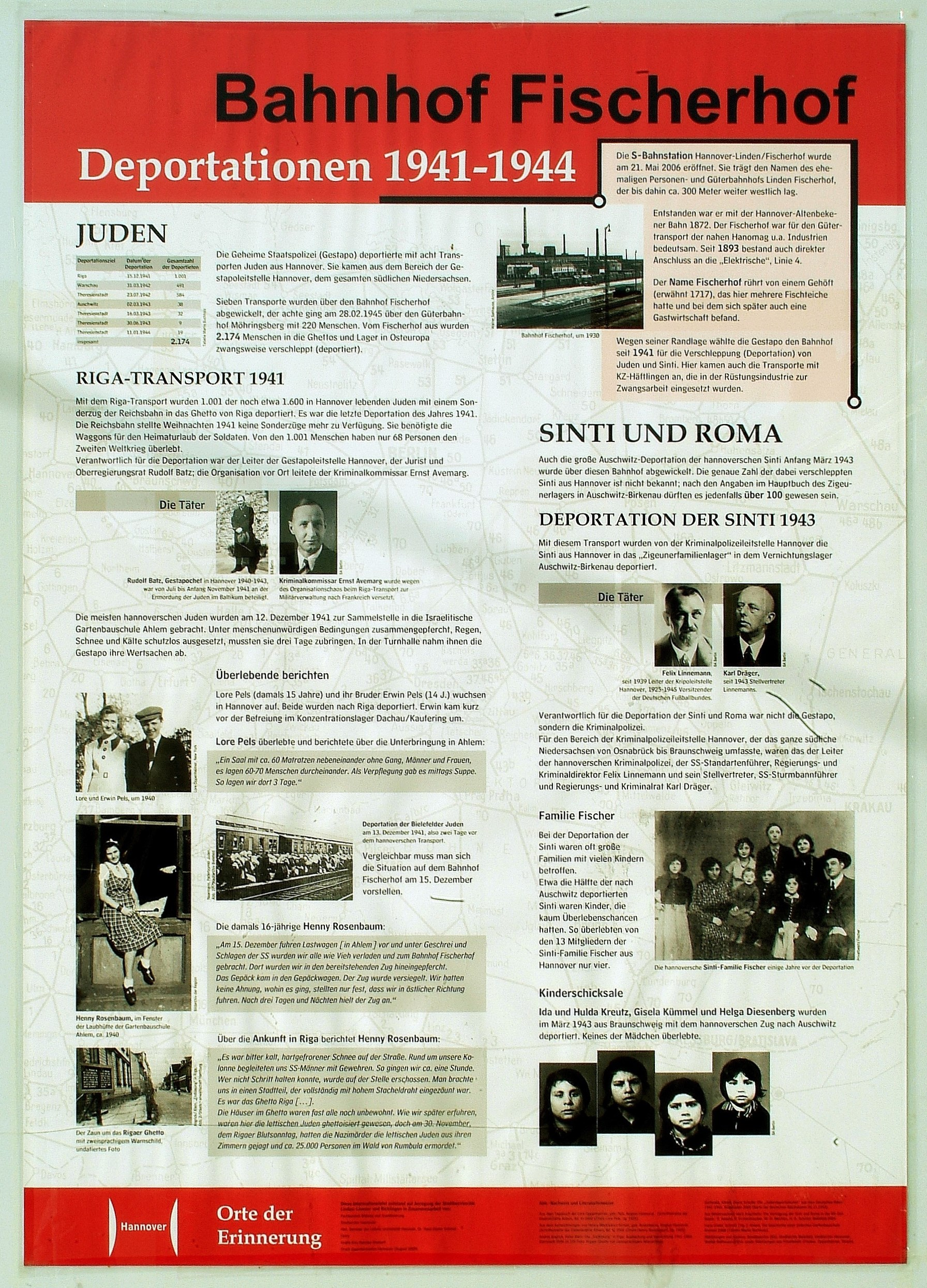
Plakat zu Tätern und Opfern in Hannover am Hochbahnsteig Hannover-Linden/Fischerhof

1939 wurde in Hannover wie bei allen Kripo-Leitstellen in Deutschland eine eigene Dienststelle für „Zigeunerfragen“ eingerichtet. Im selben Jahr verloren alle Sinti, die ein Wandergewerbe ausübten, durch den Festsetzungserlass ihren Lebensunterhalt: Per Schnellbrief hatte das Reichssicherheitshauptamt am 17. Oktober 1939 angeordnet, „die später festzunehmenden Zigeuner bis zu ihrem endgültigen Abtransport in besonderen Sammellagern unterzubringen“. Der frühere Sportfunktionär und ab Herbst 1939 Leiter der Kriminalpolizeileitstelle Hannover Felix Linnemann war an der Erfassung von Sinti und Roma beteiligt.
In den Jahren 1941 und 1942 war die Mehrzahl der Sinti und Roma im gesamten Deutschen Reich in Konzentrationslager deportiert worden. In Hannover wurden ab 1942 auch die Sinti, die bis dahin in Mietwohnungen gelebt hatten, zwangsweise in das städtische Sammellager eingewiesen, wo sie in alten Eisenbahnwagen hausen mussten.
In der Nacht zum 1. April 1943 wurde das Lager im Altwarmbüchener Moor von Polizisten umstellt und geräumt: „Die Familien wurden mit ihren Kindern auf Lastwagen getrieben“ und zum Bahnhof Fischerhof gebracht, von wo aus sie in das „Zigeunerfamilienlager“ im Vernichtungslager Auschwitz-Birkenau transportiert wurden. Von den dort auch aus anderen Teilen Deutschlands circa 23.000 angelieferten Häftlingen überlebten nur wenige.
Nach neueren Forschungen (Stand: 2007) wurden im März 1943 aus dem Bereich des heutigen Niedersachsen mindestens 750 Sinti und Roma nach Auschwitz deportiert, davon etwa 100 aus Hannover, von denen 27 aus dem Lager im Altwarmbüchener Moor kamen. Insgesamt wurden aus Hannover von März 1943 bis Februar 1944 mindestens 113 Sinti nach Auschwitz deportiert. Mehr als die Hälfte waren Kinder.

## Mahnmale und Gedenken

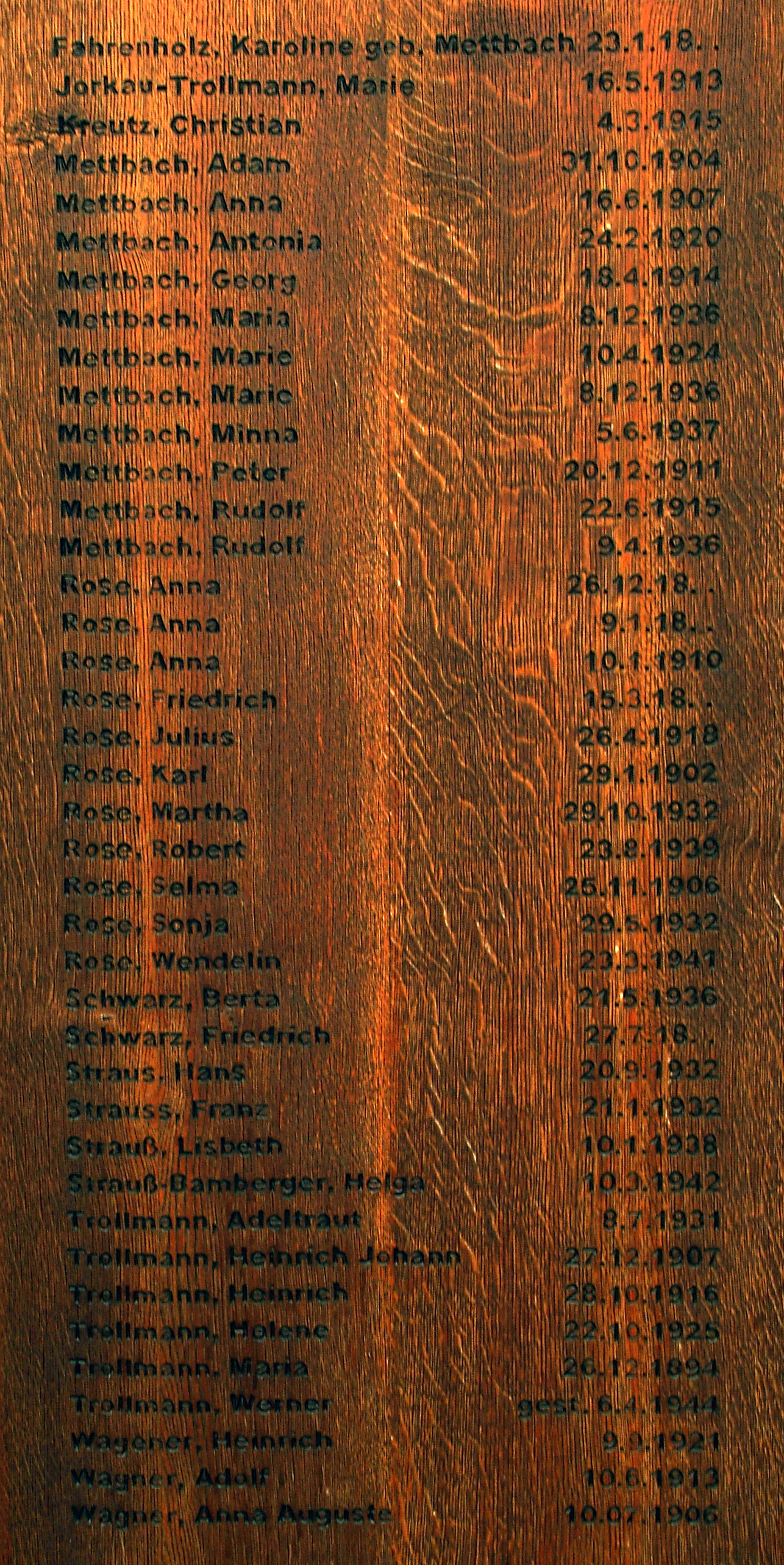
Die linke Tafel mit den Namen von Opfern

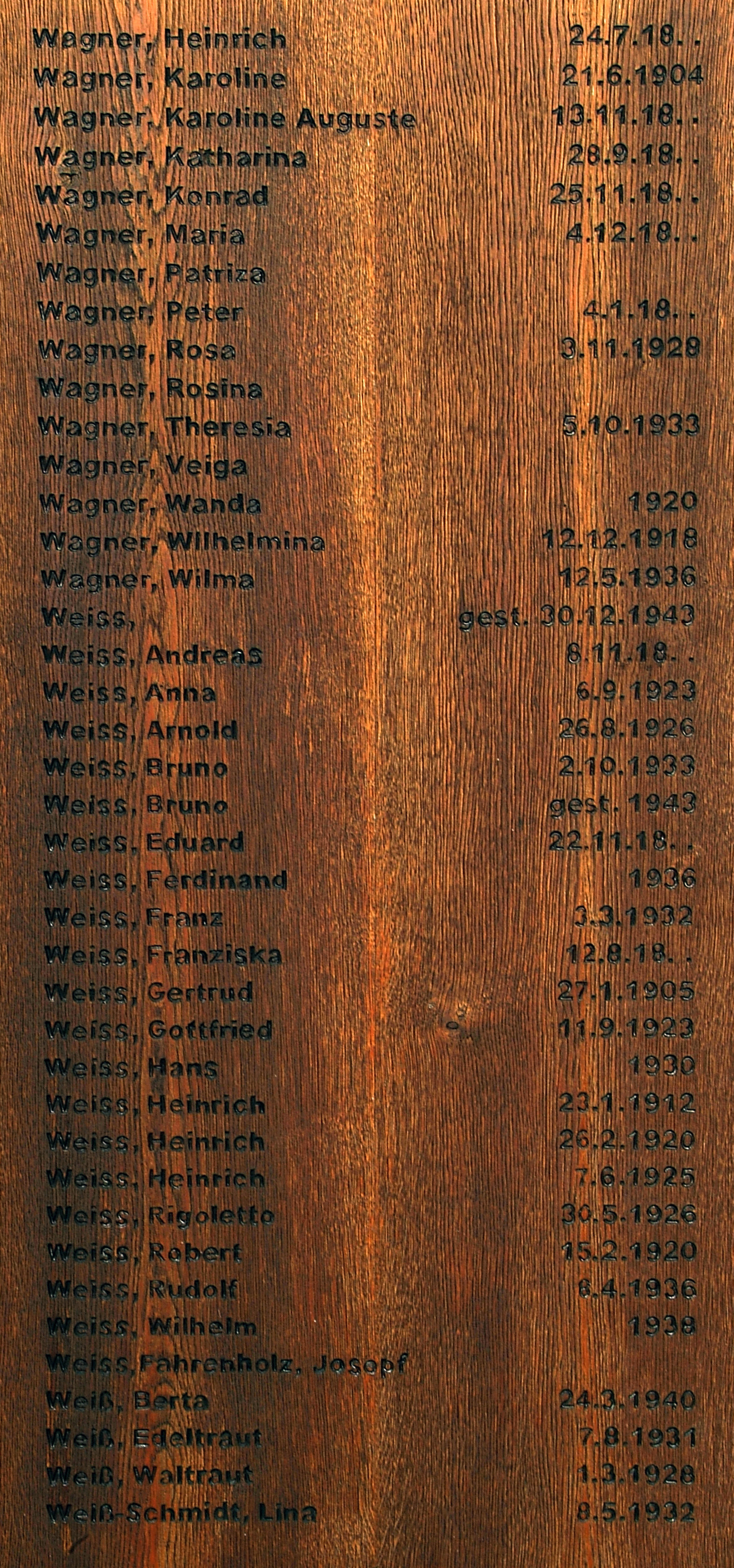
Die rechte Tafel mit weiteren Namen

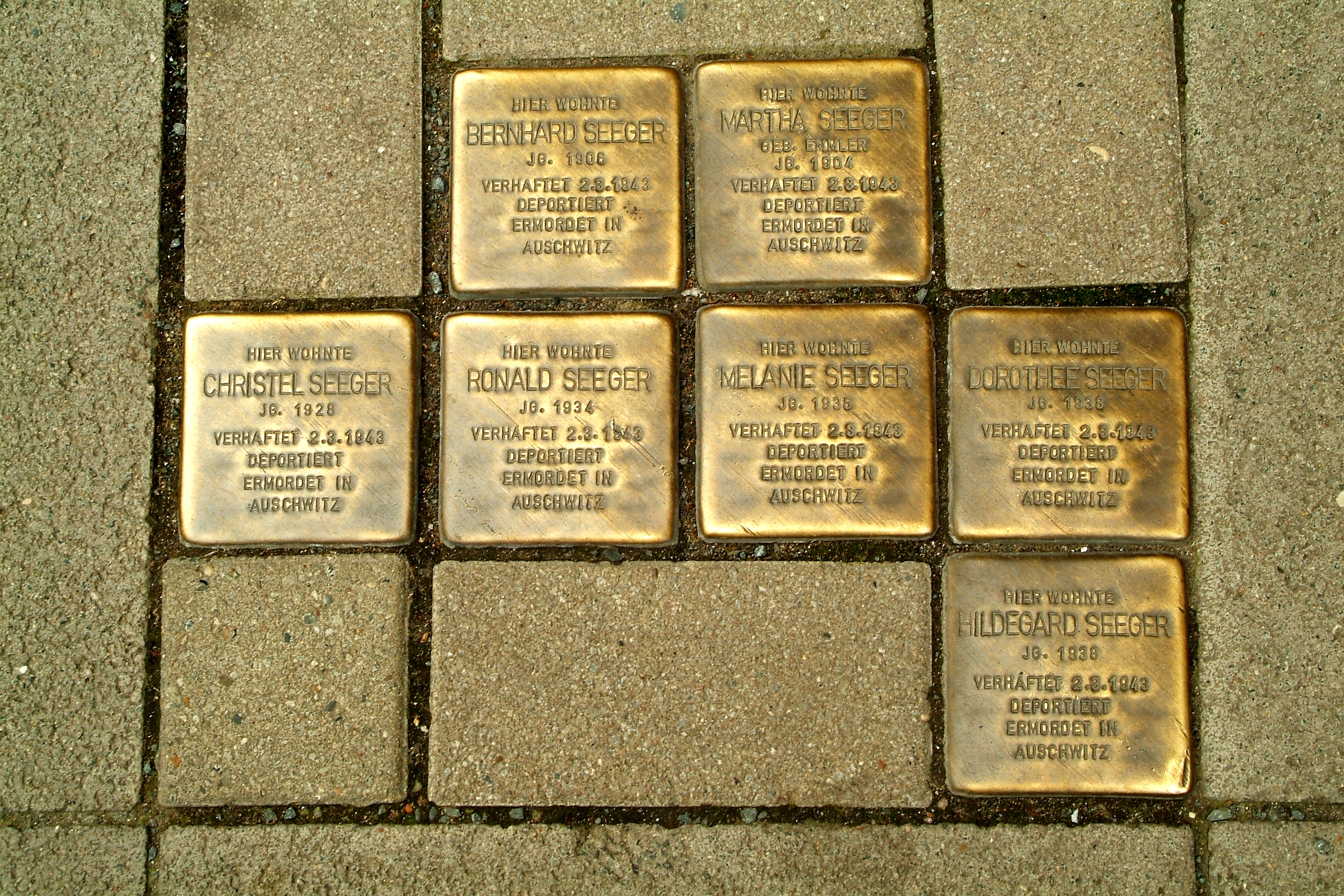
Stolpersteine in der Osterstraße in Hannover-Mitte für die Familie Seeger; die Jüngste, Hildegard, war 4 Jahre alt

1982 wurde durch die Bundesregierung die Verfolgung von Sinti und Roma in der Zeit des Nationalsozialismus als Völkermord anerkannt.
Am 1. März 1996 wurde das Mahnmal am Bahnhof Fischerhof eingeweiht, gestiftet vom Niedersächsischen Verband Deutscher Sinti e. V., jedoch – anders als beispielsweise das Mahnmal für die ermordeten Juden Hannovers am Opernplatz – ausdrücklich „Für alle Verfolgten des Nationalsozialismus“.
Am 3. März 1998 wurde das Mahnmal am Standort des ehemaligen Sammellagers im Altwarmbüchener Moor eingeweiht. Das am 55. Jahrestag der Deportationen der hannoverschen Sinti durch den Niedersächsischen Verband Deutscher Sinti gestiftete Mahnmal wurde in der Form eines Tores gefertigt. Der Querbalken trägt die Inschrift

„Das Tor von Auschwitz war der Eingang zur Hölle.“

In die beiden hölzernen Tafeln sind die Namen und sofern bekannt die Geburtsdaten von etwa 80 deportierten Sinti eingraviert, darunter der Name des Boxers Johann Trollmann und fünf weitere Trollmanns. Auf den Torpfosten findet sich mehrfach als symbolischer Schmuck ein Z, das die Sinti und Roma als weithin sichtbares Kennzeichen für „Zigeuner“ in den nationalsozialistischen Konzentrationslagern tragen mussten. In die Pfosten sind außerdem zwei Bibelverse aus Psalm 94 eingraviert (Vers 5 und 8) und der christliche Satz „Jesus siegt“.
Am Pfingstwochenende drei Monate nach seiner Einweihung beschädigten Rechtsradikale das Mahnmal durch Stiefeltritte so sehr, dass es erneuert werden musste. Eine erneute Einweihung fand am 19. September 1998 statt.
Nach dem Boxer Johann „Rukeli“ Trollmann wurde der Trollmannweg im Kreuzkirchenviertel zwischen der Burgstraße und der Kreuzkirche benannt und dort 2008 ein Stolperstein gelegt zur Erinnerung an den Deutschen Meister im Halbschwergewicht von 1933.
Vor dem Haus in der Osterstraße 39 erinnern sieben Stolpersteine an die Sinti-Familie Seeger, die im März 1943 verhaftet, nach Auschwitz deportiert und dort ermordet wurde. Hildegard, die Jüngste von ihnen, war bei ihrer Verhaftung keine fünf Jahre alt.

## Sonstige Medien
- Erinnerungen in bewegenden Bildern – Werner Fahrenhol, Memo Media Produktion, 2004